# Schienenverkehr in Albanien

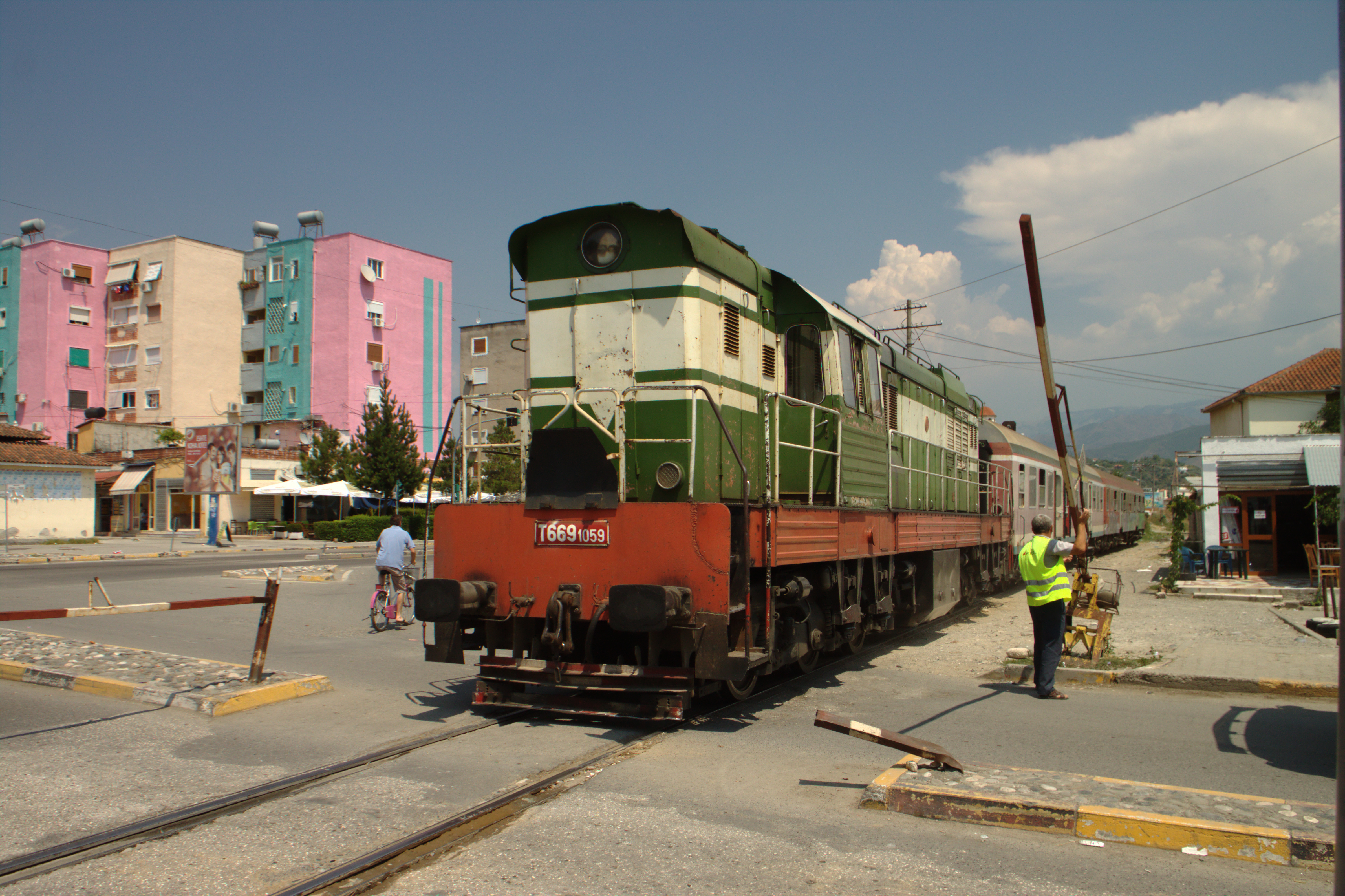
Zug der HSH in Elbasan

Der Schienenverkehr nimmt eine stark rückläufige Rolle in der Infrastruktur von Albanien ein. Schienenverkehr zur Beförderung von Personen gibt es in Albanien nur noch in sehr beschränktem Umfang. Der Schienenverkehr wird heute durch die staatliche Eisenbahngesellschaft Hekurudha Shqiptare und auf der Strecke von Fier nach Vlora von der privaten Gesellschaft Albrail abgewickelt. Vor dem Zweiten Weltkrieg gab es nur einige Feldbahnen.
Kein albanisches Eisenbahnunternehmen ist Mitglied des Internationalen Eisenbahnverbands (UIC; Stand 2024). Der UIC-Ländercode für Albanien ist 41.

## Bahnnetz und -gesellschaften

### Hekurudha Shqiptare

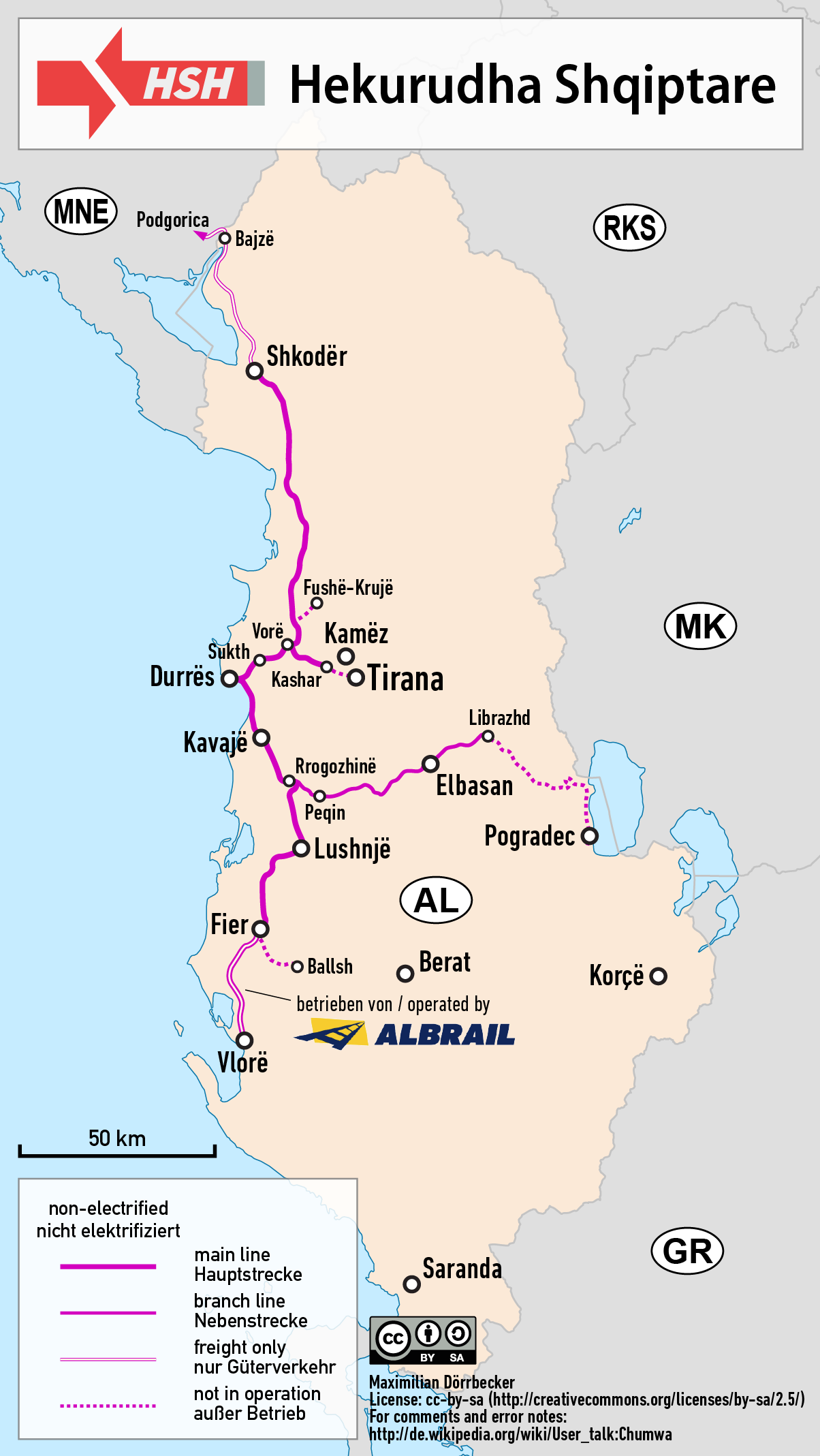
Streckennetz der HSH

Die Hekurudha Shqiptare (HSH) unterhält ein eingleisiges Normalspur-Netz, das zu seinem Höhepunkt eine Gesamtlänge von 447 Kilometern hatte, aber heute nicht mehr vollständig betrieben wird. Das Netz erschließt die Küstenebenen Mittel- und Nordalbaniens sowie mittels einer Bergstrecke den Südosten des Landes. Bis in die gebirgigen Regionen im Norden, Nordosten und Süden kam die Eisenbahn nie.
Der Verkehr wird mit tschechischen Diesellokomotiven des Typs T 669 und Rollmaterial aus verschiedenen Ländern, vor allem Halberstädter Mitteleinstiegswagen, die früher von der Deutschen Bahn verwendet wurden, abgewickelt. Die übliche Reisegeschwindigkeit liegt bei 40 km/h und liegt somit deutlich unter der des Autos oder Minibussen. Folglich sind die Reisezeiten mit dem Zug im Vergleich zu anderen Verkehrsmitteln signifikant höher, was zu einer weiteren Abnahme der Zugreisenden führt.

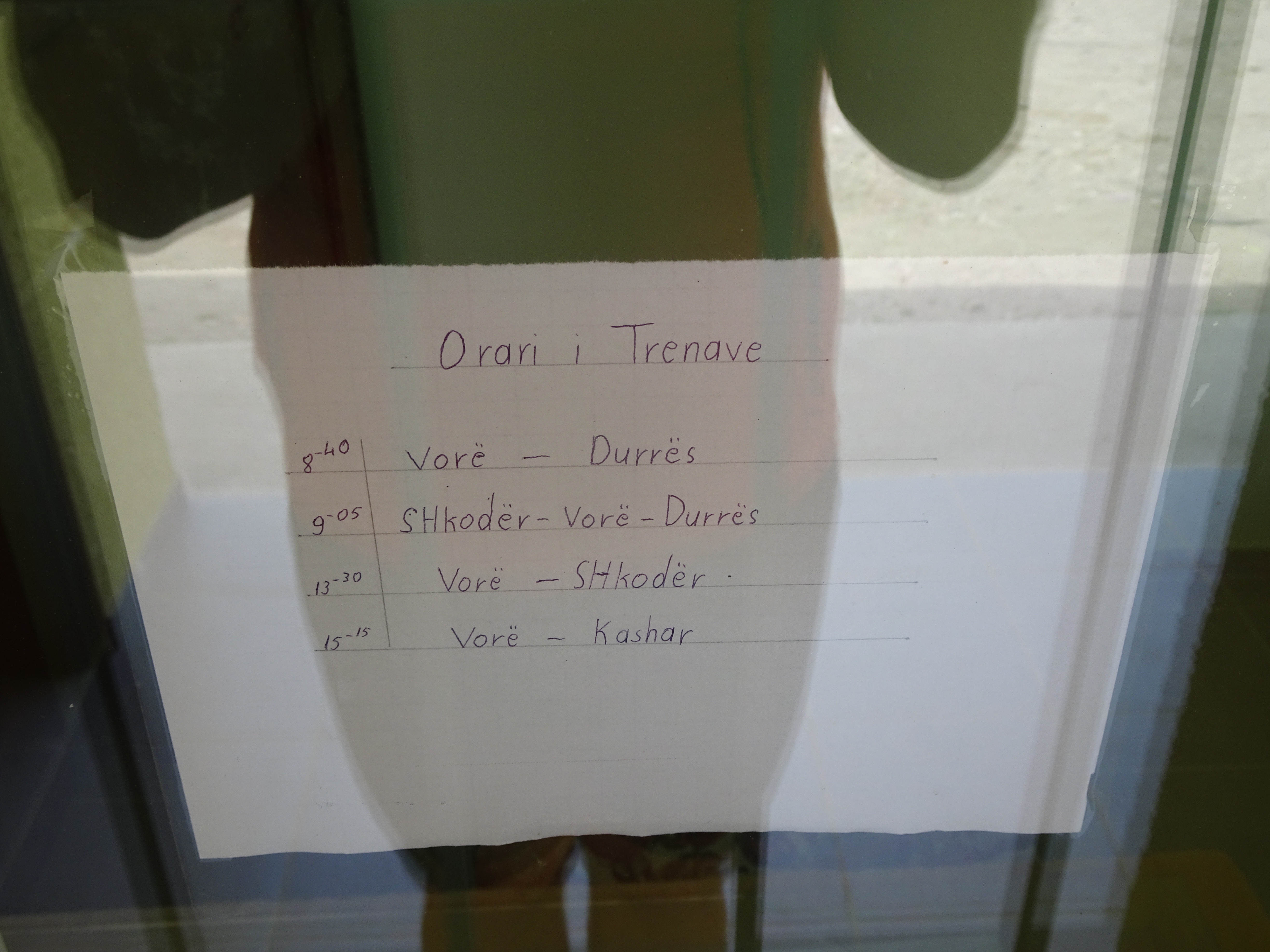
Improvisierter Fahrplanaushang im Bahnhof Vora, 2016

Von Durrës, wo sich das wichtigste Betriebswerk befindet, führen Linien über Vora nach Shkodra im Norden, über Rrogozhina und Elbasan nach Pogradec im Südosten, über Rrogozhina und Fier nach Vlora im Süden und nach Osten über Vora nach Tirana. Abgesehen von der Verbindung nach Shkodra wird keine der Strecken aktuell bis zum Endbahnhof bedient. Auf den meisten Strecken sind 2017 höchstens eine oder zwei Verbindungen pro Tag und Richtung unterwegs, wobei der Betrieb 2016 wiederholt komplett eingestellt werden musste. Auf der Strecke von Fier nach Ballsh ist nur Güterverkehr vorgesehen.
Der internationale Anschluss wird über die einzige grenzüberschreitende Bahnstrecke Podgorica–Shkodra und den Hafen Durrës sichergestellt. Internationaler Personenverkehr wird nicht angeboten. Es gibt nur eine Klasse für die Passagiere.

### Albrail
| Spurweite: | 1435 mm (Normalspur) |                |                |
| |                      |                |                |
| \| \| \| von Lushnja \| \| \| \| Fier \| \| \| \| Ballsh \| \| \| \| Kraftwerk Fier \| \| \| \| Ölhafen Vlora \| \| \| \| Vlora \| |                      |                |                |
| Strecke (außer Betrieb) |                      | von Lushnja    | von Lushnja    |
| Betriebs-/Güterbahnhof Strecke bis hier außer Betrieb                                                                              |                      | Fier           | Fier           |
| Abzweig geradeaus und ehemals nach links · Kopfbahnhof Streckenende und quer (Strecke außer Betrieb)                               |                      | Ballsh         | Ballsh         |
| Abzweig geradeaus und nach links · Betriebs-/Güterbahnhof Streckenende und quer                                                    |                      | Kraftwerk Fier | Kraftwerk Fier |
| Betriebs-/Güterbahnhof Streckenanfang und quer · Abzweig ehemals geradeaus und nach rechts                                         |                      | Ölhafen Vlora  | Ölhafen Vlora  |
| Betriebs-/Güterbahnhof Streckenende (Strecke außer Betrieb)                                                                        |                      | Vlora          | Vlora          |

2016 vergab das Transportministerium eine Konzession für die Erneuerung und den Betrieb der Strecken von Fier–Ballsh und Fier–Vlora an zwei Firmen mit den Namen Alb-Star und Matrix Konstruksion, die im Zusammenschluss die private Bahngesellschaft Albrail bildeten. Es war die Rede von einer Investition in Höhe von 20 Millionen US-Dollar. Im Vordergrund steht der Transport von Erdöl von den Ölfeldern um Ballsh in den Industriepark beim Ölhafen von Vlora. Albrail hat 2018 zwischen Fier und Vlora den Verkehr wiederaufgenommen. Die anfänglich für 2020 angekündigte Wiederinbetriebnahme der Strecke nach Ballsh erfolgte hingegen nicht, da das Öl einfacher durch eine Pipeline geleitet werden kann.

### Feldbahn Vlora – Selenica
Eine kleine Minenbahn der Società Italiana delle Miniere di Selenizza verband als erste reguläre Eisenbahnverbindung Albaniens seit dem Jahr 1923 die Bitumenminen von Selenica mit der Hafenstadt Vlora. Die Strecke war rund 30 Kilometer lang und hatte bei Vlora am Übergang ins Shushica-Tal einen kleinen Scheiteltunnel. Die Bahnstrecke hatte Spurweite 950 Millimeter, wurde aber zu einer unbekannten Zeit auf 600 Millimeter umgespurt. Eine vier Kilometer lange Stichstrecke führte zeitweise von Peshkëpia nach Mavrova. Anfang der 1980er-Jahre wurden das letzte Teilstück bis zum Hafen stillgelegt; die Strecke endete in einer Zementfabrik zwei Kilometer nordöstlich vom Hafen. Mitte der 1980er-Jahre wurde geplant, die Schmalspurstrecke auf einem Großteil zu verlegen und nach Novosela zwischen Fier und Vlora zu führen. Novosela liegt wie Selenica am Südufer der Vjosa, etwa 17 Kilometer nordwestlich der Minen.
1994 wurde der Betrieb der Bahn, die nie zur Hekurudha Shqiptarë gehört hatte, eingestellt. Im Herbst 1996 waren sämtliche Schienen bereits demontiert. Einige Fahrzeuge der Bahn fanden sich bei der Salinenbahn von Narta.

### Weitere Feld- und Schmalspurbahnen
In der Literatur werden diverse weitere Schmalspurbahnen genannt, die meist zu Bergwerken oder anderen industriellen Anlagen gehörten. Angaben zur Länge oder Betriebsdauer sind meist unklar. Im Gegensatz zur Selenica-Bahn ist keine dieser Bahnen in den 1:50.000-Karten aus den 1980er Jahren verzeichnet.
- Militärische Schmalspurbahnen des Ersten Weltkriegs: Ein weitläufiges Netz von Heeresfeldbahnen durchzog Albanien im Ersten Weltkrieg. Weitere Erläuterungen unten im Abschnitt Geschichte.
- Militärische Schmalspurbahn des Zweiten Weltkriegs: Im Zweiten Weltkrieg wurde zwischen Sukth und Lekaj, einem Dorf südlich von Kavaja, eine rund 40 Kilometer lange Schmalspurbahn angelegt, die Ende der 1940er Jahre als Basis für die erste Normalspurstrecke diente.[8][9]
- Salinenbahn von Narta: Im nördlichen Teil der Lagune von Narta bei Vlora wird eine Saline betrieben. Ein Teil der Anlage wurde durch eine 600-mm-Schmalspurbahn erschlossen. In den 1990er Jahren waren noch die Geleise und mehrere Wagen zu sehen.[6]
- Bustricatal: Im Tal der Bustrica nördlich von Qukës, das die HSH-Linie mittels einer 47 Meter hohen Brücke quert, fanden sich Überreste einer Schmalspurbahn.[6]
- Weitere Minenbahnen: In den 1930er Jahren wurden in der Küstenebene von Kurbin bei Sukth-Vendasi westlich von Thumana und bei Patok westlich von Laç von privaten Unternehmen zwei Schmalspurbahnen für Transport von Mineralien errichtet, die aber kurz nach dem Krieg abgebaut wurden.[8][9] Einfachste Feld- und Grubenbahnen gab es später auch in anderen Minen und Forstbetrieben; unterschiedlichste Grubenbahnen zum Transport von Loren sind bis heute in Betrieb.[10][11][12]
- Kinderspielplätze: Im heute unter dem Namen Sieben Zwerge (7 Xhuxhat) bekannten Kinderspielplatz in Tirana gab es in den 1980er Jahren eine 400-mm-Schmalspurbahn für Kinder, die auf einem kleinen Oval ihre Runden drehte.[6] Vielleicht gab es solche Bahnen auch an anderen Orten. 2016 wurde im Großen Park von Tirana eine neue elektrische Kinderbahn errichtet.[13]

### Pferdebahn und Schmalspurbahnen in Vlora
Aus den 1920er und 1930er Jahren sind Postkarten erhalten, die eine Pferdebahn (trami) in Vlora zeigen, die die Stadt mit dem rund zwei Kilometer entfernten Hafen (Skela) verband. Vermutlich nutzte diese Bahn zumindest teilweise das Gleise der Selenica-Bahn.
Eine Karte vom Schienennetz in Vlora im Jahr 1944 zeigt ein verzweigtes Netz von Linien im Hafen von Vlora im Anschluss an die Selenica-Minenbahn. Stichstrecken führten in die Innenstadt (rund zwei Kilometer, vermutlich die Pferdebahn-Gleise), nach Nordwesten (ebenfalls rund zwei Kilometer) und am Ufer entlang nach Süden (rund einen Kilometer). Die 950-Millimeter-Gleise führten auf die beiden Piere hinaus und eine größere, von allen Richtungen aus benutzbare Wendeschleife.

## Geschichte

### Anfänge

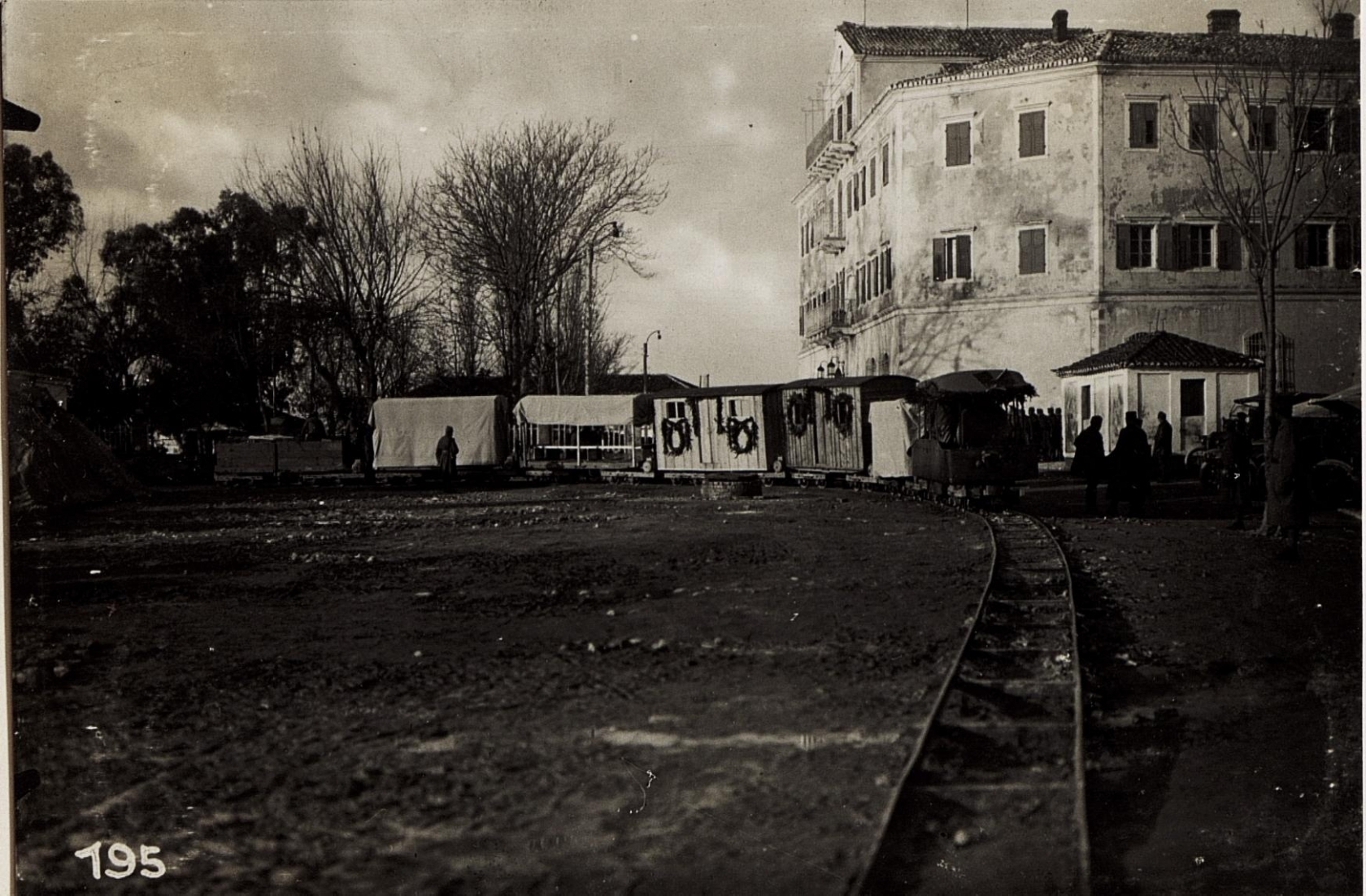
Feldbahn in Durrës um 1917

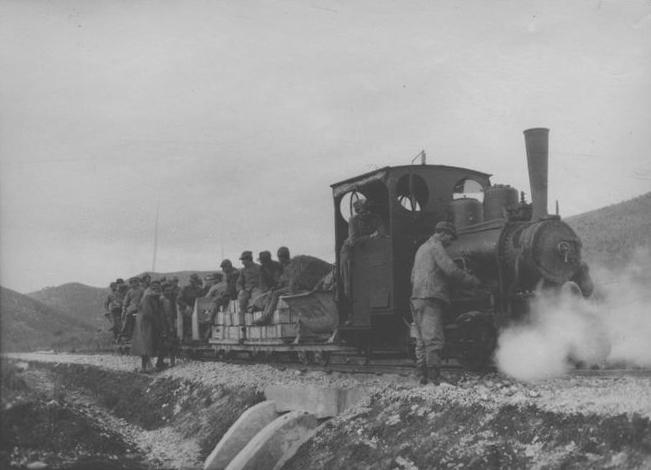
Italienische Feldbahn auf der Strecke nach Vllahina östlich von Vlora, 1916

Die erste Normalspurstrecke Albaniens wurde erst 1947 fertiggestellt. Im Ersten Weltkrieg wurde aber ein weiträumiges Schmalspurnetz für Feldbahnen errichtet: Rund 120 Kilometer Schienen wurden für militärische Zwecke von der österreich-ungarischen Armee in den Jahren 1914–1918 von Shkodra im Norden bis zur Front an der Vjosa in Mittelalbanien verlegt. Anfangs nur Teilstrecken, verbanden die Schienen am Schluss Shkodra mit Lezha, Vora, Durrës, Kavaja, Rrogozhina, Lushnja, Fier und Levan. Weitere Stichstrecken führten von Rrogozhina über Peqin und Cërrik bis nach Shtërmen und weiter den Devoll hinauf, von Lezha über Shëngjin nach Velipoja-Pulaj an der Buna, nach Berat und nach Tirana. Andere Quellen sprechen sogar von 300 Kilometern Schienen am Ende des Krieges. Auch ein Anschluss von Vlora, wo die Italiener ebenfalls ein Netz an Feldbahnen für die Versorgung der Truppen an der Front errichtet hatten, an das Netz der Österreicher ist verzeichnet, wobei diese Verbindung über die Frontlinie geführt hätte und deswegen eher unwahrscheinlich ist. Teilweise wurde die Schmalspurbahn noch zehn Jahre weiter genutzt. Die Spurweite betrug 600 Millimeter und 750 Millimeter oder 760 Millimeter.
In den 1920er Jahren wurde die Schmalspurbahn Vlora–Selenica wieder in Betrieb genommen; als rund 30 Kilometer lange Minenbahn verband sie das Bitumen-Werk von Selenica mit der Hafenstadt Vlora.
Wiederholt gab es schon zu Beginn des 20. Jahrhunderts Pläne für einzelne Eisenbahnstrecken in Albanien oder sogar internationale Verbindungen. Nach der italienischen Besetzung Albaniens wurde zumindest mit der Planung einer Verbindung von Durrës nach Tirana begonnen. Nach anderen Quellen wurde sogar an dieser Linie gebaut. Südlich von Durrës entstand eine militärische Feldbahn, die Ende der 1940er Jahre als Basis für den Bau der ersten Normalspurstrecke diente.
Während des Zweiten Weltkrieges verkehrten einige kurze Feldbahnen, die Italiener begannen erste Strecken zu bauen.

### Kommunismus

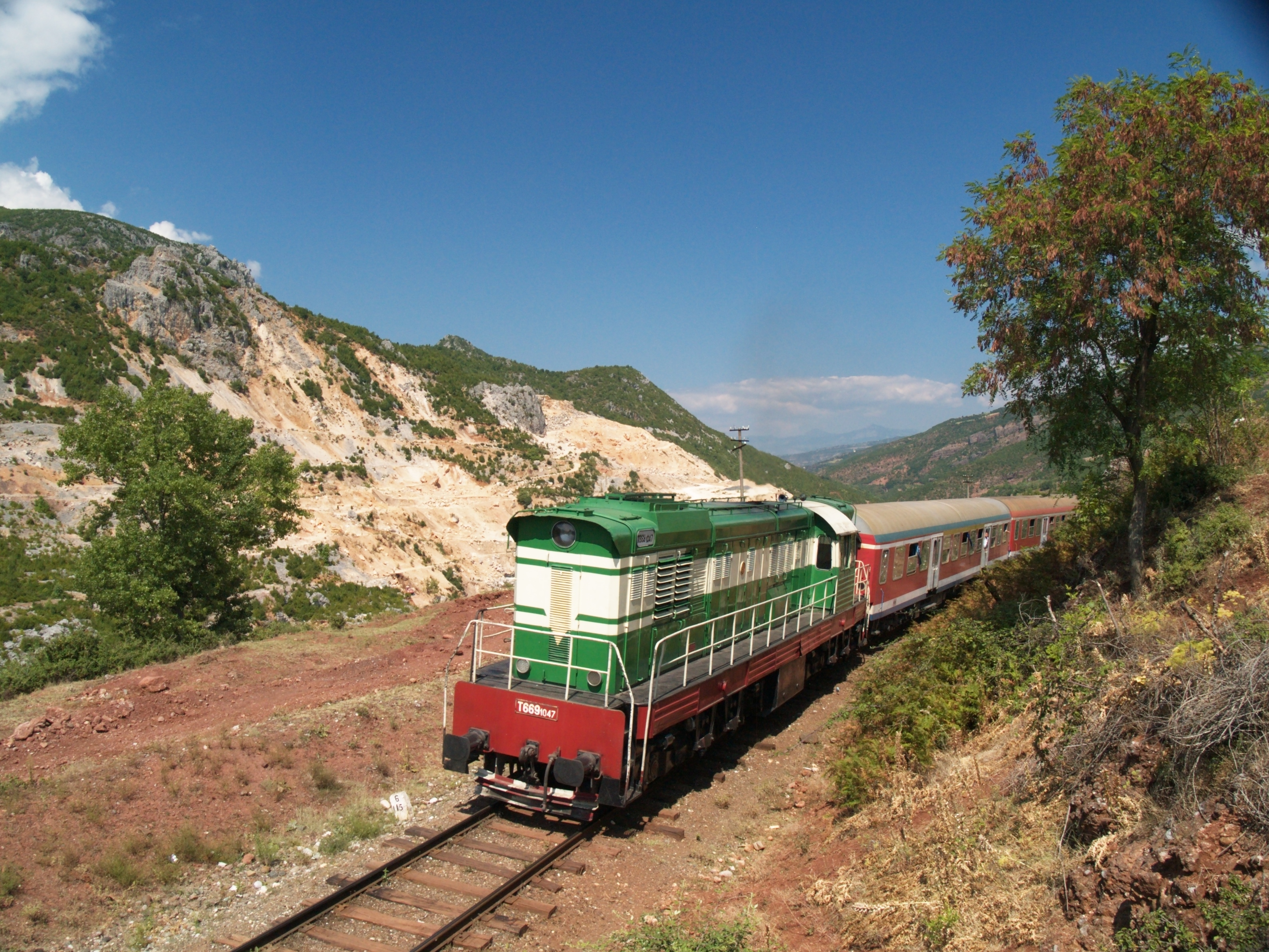
Zug der HSH auf der gebirgigen Strecke nach Pogradec

Alle heute bestehenden albanischen Eisenbahnlinien wurden nach dem Zweiten Weltkrieg gebaut, oft in „Freiwilligen“-Einsätzen der Bevölkerung und von Studenten. Die kommunistische Regierung war vor allem bestrebt, durch die Eisenbahn die im Landesinneren gelegenen Bergwerke mit den Metall verarbeitenden Fabriken und den Häfen zu verbinden. Die Strecke Durrës–Peqin wurde 1947 als erste Eisenbahnlinie eröffnet, kurz darauf die Verbindungen Durrës-Tirana (1949) und Peqin–Elbasan (1950). In der Folge wurde das Streckennetz allmählich erweitert. Eine Verbindung nach Klos im Mattal wurde nur bis Rrëshen fertiggestellt.
Während des Kommunismus transportierte die Eisenbahn einen Großteil des Personen- und Güterverkehrs. Stichgleise bedienten Industriebetriebe in Fushë-Kruja, Tirana, Elbasan, Cërrik, Pogradec, Fier, Ballsh und Narta sowie den Hafen von Durrës. Ursprünglich lag der Bahnhof von Durrës direkt am Hafengleis, wurde aber später verlegt.
Mancherorts wurden im Bergbau und in der Forstwirtschaft Feld- und Grubenbahnen genutzt.

### Post-Kommunismus

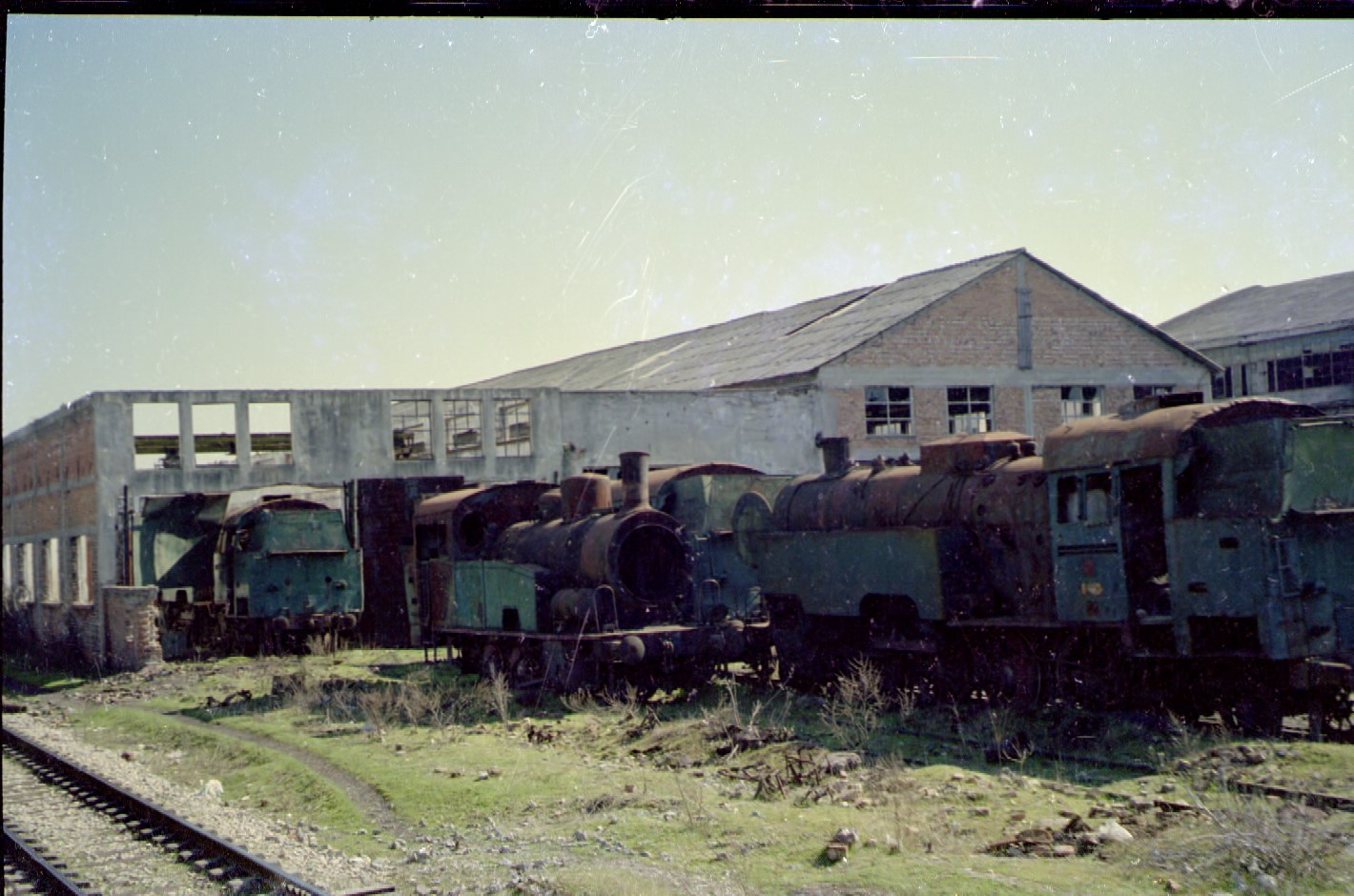
Abgestellte Dampflokomotiven 1998 in Durrës-Shkozet

Durch die Zulassung von Individualverkehr und den Ausbau der Straßen wurde die Eisenbahn stark an den Rand gedrängt. Heute nutzen weniger als ein Prozent des Personenverkehrs die Schiene. Auch die Transportleistung des Güterverkehrs ist durch die wirtschaftlichen Probleme Albaniens und die Schließung der meisten Industrie- und Bergwerkbetriebe in den 1990er-Jahren eingebrochen.
Gewisse in den 1990er-Jahren zerstörte Strecken mussten nachträglich wiederhergestellt werden, während andere Strecken sogar zurückgebaut wurden.
Im Jahr 2010 beliefen sich die Einnahmen der HSH auf neun Millionen Euro, wovon fünf Millionen Euro von der Regierung kamen. Die übrigen vier Millionen Euro stammen mehrheitlich aus dem Güterverkehr und der Vermietung von Immobilien. Der Fahrkartenverkauf brachte keine 5 % der Einnahmen. Die schwierige finanzielle Lage führte wiederholt zu Problemen beim Betrieb und Streiks der Belegschaft. Immer mehr Teilstrecken konnten nicht mehr bedient werden und der Fahrplan wurde immer stärker ausgedünnt. 2013 wurde auch der Bahnhof von Tirana abgebrochen; das Nachfolgeprojekt wurde bis 2024 nicht realisiert.
Mit einer Konzession für ein privates Unternehmen erhielt der Eisenbahnverkehr allmählich wieder etwas Aufschwung. Die Reaktivierung der Strecke Albrail bildeten. Im Dezember 2018 wurden die ersten Zugfahrten der Gesellschaft Albrail auf der sanierten Strecke durchgeführt. Mit der Wiederinbetriebnahme dieser Strecke können jedes Jahr rund 10.000 Lastwagen-Transporte ersetzt werden. In den ersten fünf Jahren verkehrten 4000 Züge auf der Strecke. Anstelle der Sanierung der Strecke nach Ballsh wird das Erdöl durch eine 11,3 Kilometer Pipeline vom Ölfeld nach Fier geleitet.
2016 musste nach dem Konkurs eines Großkunden im Güterbereich der Eisenbahnbetrieb wiederholt eingestellt werden, weil der HSH die finanziellen Mittel fehlten, um Diesel zu kaufen. Auch ein Jahr nach dem Erdbeben am 26. November 2019 war die Strecke Vora–Shkodra, wo eine Brücke beschädigt worden war, noch unterbrochen.
Nachdem die Erneuerungsarbeiten auf der Strecke Durrës–Tirana begonnen hatten, sieht der Fahrplan 2022/23 nur noch auf zwei Strecken Personenverkehr vor:
- Durrës–Elbasan
- zeitweise Pilgerfahrten von Shkodra nach Laç entlang der Bahnstrecke Vora–Shkodra[25]

Im Sommer fuhren auch wieder Züge zwischen Lushnja und Durrës.

### Verkehrsstatistik
| Jahr | Passagiere | Transportierte Güter (Tonnen) |
| ---- | ---------- | ----------------------------- |
| 1989 | 10.500.000 | 8.048.000                     |
| 1993 | 3.961.000  | 539.000                       |
| 1995 | 3.739.000  | 574.000                       |
| 2000 | 2.381.000  | 412.000                       |
| 2003 | 2.070.000  | 520.000                       |
| 2005 | 1.440.000  | 404.000                       |
| 2007 | 1.091.000  | 400.000                       |
| 2010 | 430.000    | 403.000                       |
| 2013 | 329.130    | 151.000                       |
| 2014 | 186.620    | 338.000                       |
| 2015 | 189.708    | 198.000                       |
| 2016 | 88.690     | 76.000                        |
| 2017 | 65.980     | 150.000                       |
| 2018 | 75.881     | 199.000                       |
| 2019 | 59.787     | 708.000                       |
| 2020 | 17.948     | 629.000                       |
| 2021 | 24.018     | 632.000                       |
| 2022 | 10.604     | 567.000                       |
| 2023 | 7363       | 549.000                       |

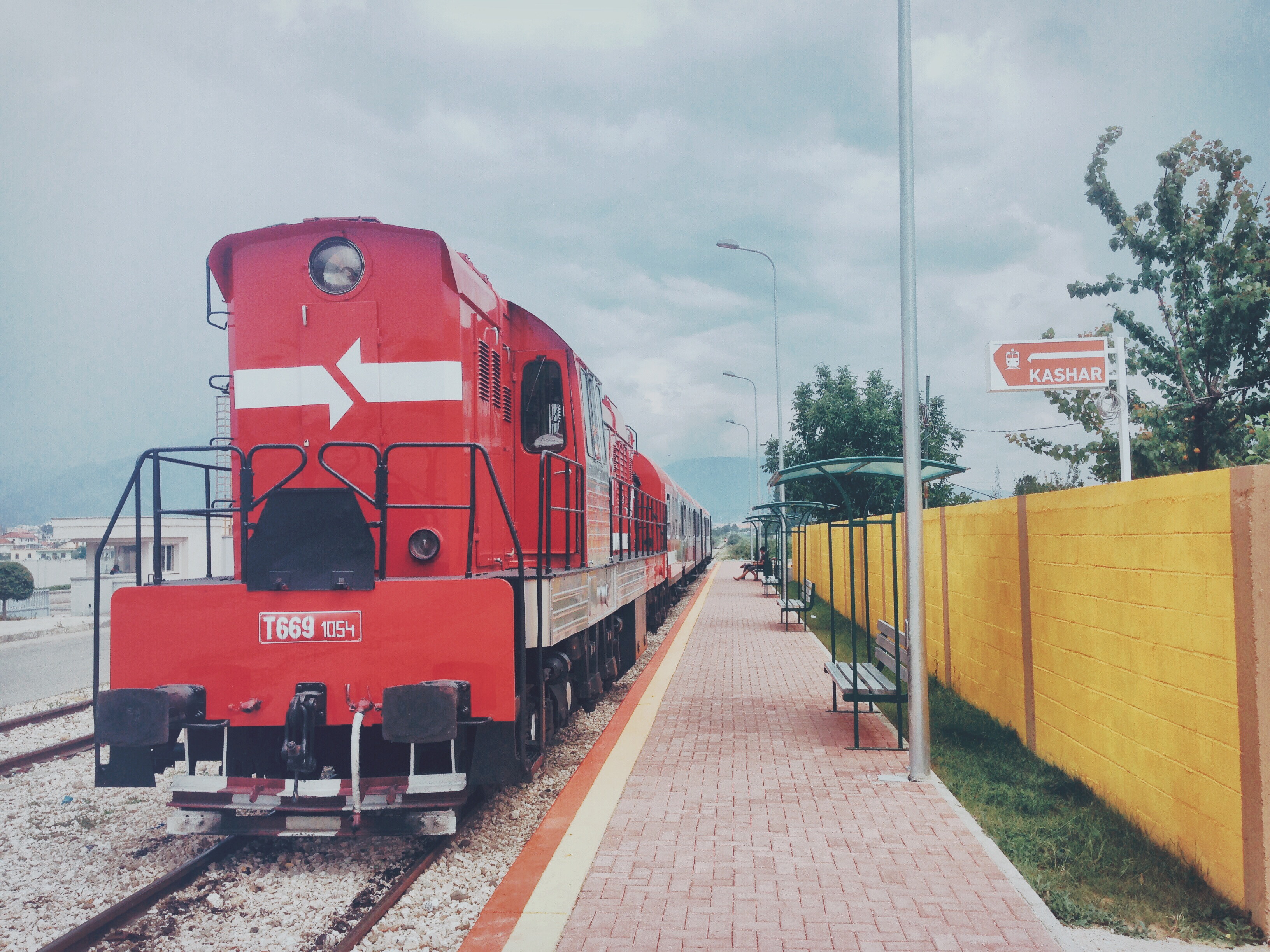
Komposition der HSH im Bahnhof Kashar außerhalb von Tirana

Im September 2018 wurde berichtet, dass kaum mehr als 200 Passagiere pro Tag befördert würden, also rund 75.000 Personen im Jahr.

## Politik und Zukunftspläne

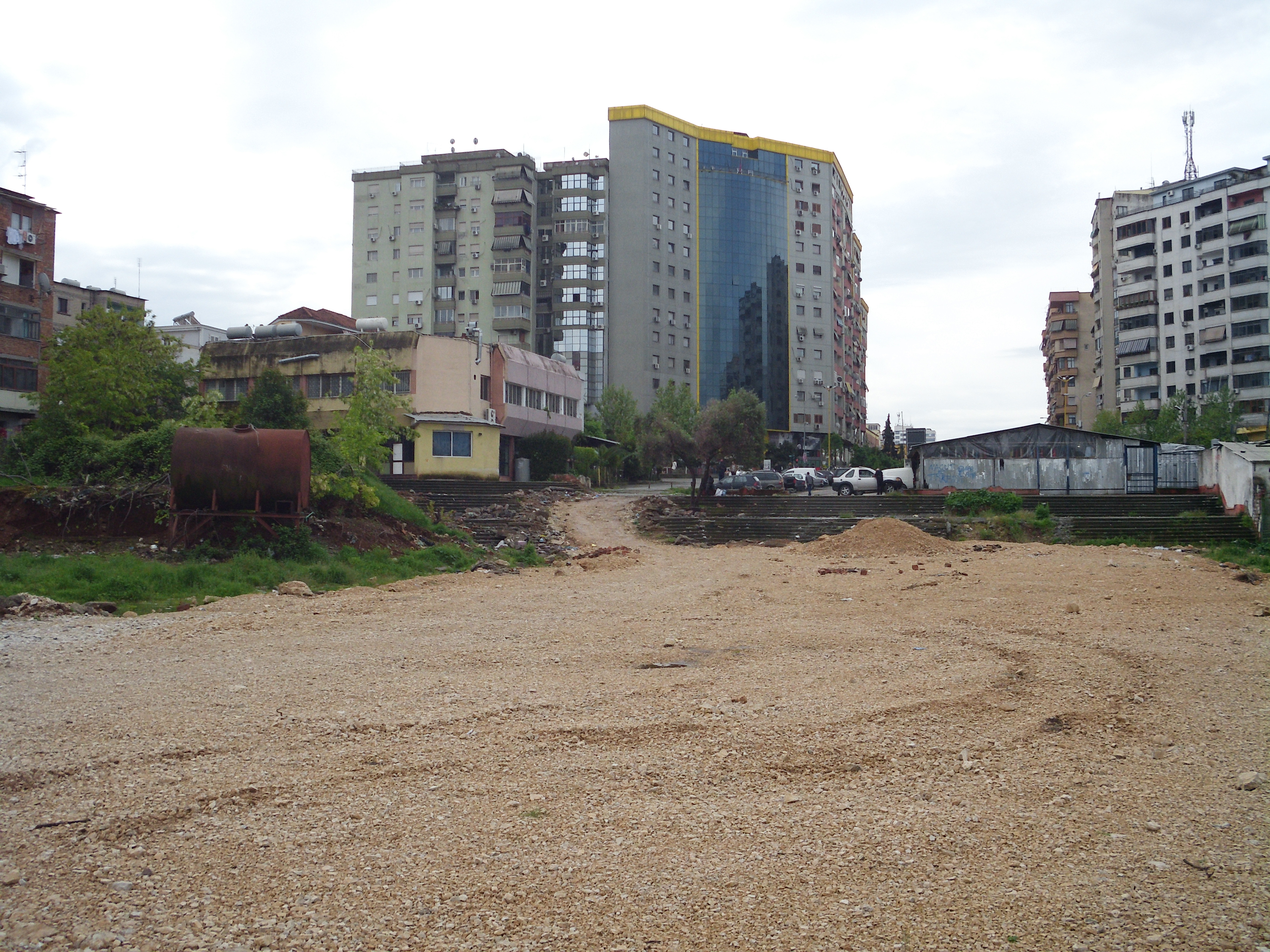
Der ehemalige Bahnhof von Tirana mit dem pinken Bahnhofsgebäude links im April 2014, bevor an dieser Stelle ein neuer Straßenboulevard angelegt wurde.

Ein Gesetz aus dem Jahr 2016 regelt den Schienenverkehr in Albanien. Das Ministerium für Infrastruktur und Energie ist verantwortlich für den Schienenverkehr.
Die HSH ist für den Betrieb und insbesondere für die Erneuerung der veralteten Infrastruktur stark vom Staat abhängig. Von einer vertraglich mit General Electric vereinbarten Erneuerung der Strecke Durrës–Tirana trat Albanien nach einem Regierungswechsel wieder zurück, was eine hohe Strafe zur Folge hatte. 2016 beabsichtigte die Europäische Bank für Wiederaufbau und Entwicklung, Albanien einen Kredit für die Erneuerung der Bahnstrecke Tirana–Durrës und den Bau eines siebeneinhalb Kilometer langen Zubringers zum Flughafen Tirana zu gewähren. Die Kosten wurden auf rund 82 Millionen € geschätzt. Die Regierung beabsichtigte, die neue Strecke 2019 zu eröffnen, was aber nicht umgesetzt wurde. Ende 2019 erfolgte eine Ausschreibung der Bauarbeiten, die Kosten wurden dabei mit 92 Millionen € angegeben. Die Bauarbeiten begannen Ende 2021 und waren im April 2025 noch nicht abgeschlossen. Das Ministerium für Infrastruktur hat am 6. Februar 2025 im EU-Amtsblatt eine Markterkundung gestartet, mit der ein Unternehmen gesucht wird, das ab 2026 hier Personenverkehr betreiben soll.
Da die neu ausgebaute Strecke nur bis zum neuen Bahnhof am Stadtrand Tiranas führt, ist langfristig eine Straßenbahn in Tirana notwendig. Geplant sind zwei Linien: Eine führt vom neuen Bahnhof im Nordosten durchs Zentrum zum südlichen Stadtrand, die andere durchquert die Stadt von West nach Ost.
2022 wurde die Finanzierung über 267 Millionen € für die Erneuerung der Bahnstrecke von Vora nach Shkodra und weiter bis Han i Hotit gesprochen.
Andere Ideen sehen den Ausbau des paneuropäischen Verkehrskorridors VIII, die Verbindung von der Adria zum Schwarzen Meer, mit dem Anschluss an das nordmazedonische Eisenbahnnetz vor. Auch der Ausbau der Nord-Süd-Verbindung wäre notwendig. Dem albanischen Staat fehlen aber die finanziellen Mittel für diese Investitionen.
Im Juni 2022 haben sich die Regierungen von Albanien und Kosovo geeinigt, eine Schienenverbindung vom Hafen von Durrës nach Pristina zu errichten. Das Parlament Kosovos hat im Juli 2021 fast eine Million Euro für die Finanzierung einer Machbarkeitsstudie bewilligt. Albanien soll hierzu ebenfalls eine Million Euro beisteuern. So soll die Bahnstrecke Durrës–Prishtina über bestehendes Netz nach Shkodra und von dort über Bajram Curr und den Qafa e Morinës nach Gjakova führen, wo Anschluss an das Netz von Trainkos bestünde. Mit dem Ausbau der Hafenbahn war im Herbst 2024 noch nicht begonnen worden.